# Fortún ibn Qasi
Pour les articles homonymes, voir Fortún.
Fortunius Casius, connu sous son nom arabe Fortún ibn Kazi ou Fortún ibn Qasi (710? - ?), fut un wali de Saragosse d'origine hispano-romane et ancêtre de la dynastie des Banu Qasi, seigneurs de la vallée de l'Èbre durant les VIIIe, IXe siècles et le début du Xe siècle.

## Antécedénts familiaux
Fortún ibn Qasi était le fils aîné du comte Cassius, un noble propriétaire terrien hispano-romain des dernières années du royaume wisigoth de Tolède. Son nom de naissance était Fortunius Casius, mais il le modifia quand son père se convertit à l'islam en 714, après quoi son nom complet en arabe fut « فرتون بن قازي بن فرتون » Furtūn ibn Qāsī ibn Furtūn.
Selon Ibn Hazm, historien arabe du XIe siècle, les frères de Fortún furent Abu-Thawr, Abu-Salama, Yunus et Yahya. Du fait que tous les frères portaient un nom musulman sauf l’aîné, Fortún, beaucoup d’historiens, tels Alberto Cañada, pensent que Fortún est né  avant la conversion du comte Cassius à l'islam et les autres après 714.

## Consolidation des Banu Qasi et mariage de Fortún
Son père se rendit à Damas avec Moussa Ibn Noçaïr, le conquérant arabe de la Péninsule Ibérique, afin de rendre hommage au Calife omeyyade Al-Walid ben Abd al-Malik. À son retour, il maria son fils Fortún.
Fortún et son épouse eurent deux fils :
- Musa ibn Fortún, gouverneur d'Arnedo, Saragosse et Tarazona ;
- Zahir ibn Fortún.

Il semble qu’à la mort de son père le comte Cassius, Fortún hérita de ses possessions terriennes entre Saragosse, Nájera, Tudela et Tarazona et fut nommé wali de Saragosse au nom du califat omeyyade de Damas.